# 神戸小1女児殺害事件
神戸小1女児殺害事件（こうべしょういちじょじさつがいじけん）とは、2014年（平成26年）9月に日本の兵庫県神戸市長田区で、小学校1年生の女児が行方不明となり、殺害された事件。

## 事件経過
2014年
- 9月11日 - 女児が行方不明になり、母が長田署に捜索願。
- 9月12日 - 兵庫県警が公開捜査。女児の持ち物と思われるリュックサックの写真も併せて公開。
- 9月16日 - 女児の後ろを歩く容疑者が防犯カメラに映っていたことから、容疑者の男K宅を捜査員が訪問し、任意でK宅を調べる[1]。
- 9月23日 - 夕方、捜索していた捜査員が女児の遺体の腐乱臭に気付き、雑木林に放置してあったビニール袋から腐敗が進んだ女児の遺体の肉片とたばこの吸い殻とK名義の診察券を発見[2]。
- 9月24日 - 兵庫県警捜査本部設置。酒に酔い雑木林の方へ向かう遺体遺棄現場から30メートルに住む容疑者を捜査員が発見し、任意同行をもとめ、前日発見されたビニール袋に中にあった吸い殻とDNAが一致したため逮捕[3]。
- 9月26日 - 警察の家宅捜査で女児のリュックサックが容疑者宅から発見[4]。
- 10月14日 - Kを殺人容疑で再逮捕。
- 10月21日 - Kが殺害を自供[5]。
- 10月31日 - Kの鑑定留置が行われ、[6]その後神戸地方検察庁は刑事責任能力ありとした。

- 2015年1月30日 - 神戸地検は殺人、わいせつ目的誘拐などの罪で起訴[7]。

2016年
- 3月7日 - 神戸地方裁判所で初公判[8]。
- 3月18日 - 裁判員裁判で死刑判決[9]。弁護側が大阪高裁に控訴[9]。

- 2017年3月10日 - 大阪高裁で一審を破棄し無期懲役の判決[10]。検察側は判決を不服として最高裁に上告[11]。
- 2019年7月3日 - 最高裁で検察側の上告を棄却。

## 被害女児当日足取り
以下は女児が行方不明となった2014年9月11日の出来事である。
- 午後2時45分 - 下校。祖母宅にランドセルを置いて友人宅へ向かう。
- 午後3時15分 - 祖母宅から400メートル離れたコンビニの防犯カメラに一人で歩く姿が映る。
- 午後3時30分 - コンビニ近くの友人宅に行くが友人に会えずに管理人と話しをする。
- 午後4時30分 - 自宅近くの幼稚園で目撃される。
- 午後5時 - 交番前の階段で目撃される。
- 午後5時30分 - 交番から450メートルの大丸山公園、その後、公園から坂道120メートル下った高校のグランド脇で同級生が目撃する。
- 午後5時30分 - 女児が自宅に戻らないことから母親が親類や友人と捜索。
- 午後7時05分 - 女児が見つからず、母親が長田署へ[13]。

## 犯人
Kは鹿児島県南九州市出身。22歳頃から2年間、九州の陸上自衛隊で施設科部隊に配属され、大型一種免許や特殊車両免許等を取得する。除隊後は、鹿児島市で食品メーカー専属会社のトラック配送員の他、風俗のチラシ配り、パチンコ店等を転々としていた。2008年ごろ、大阪府大阪市西成区に住み着き日雇い建築重機オペレーターや、大型ダンプ運転手として日銭を得ていたが、翌2009年には神戸市兵庫区に転居し、福原地区の風俗店で働く。事件当時住んでいたアパートに越してきたのは7月。知的障害者が交付可能な障害者手帳のひとつである療育手帳を所持していた。男は生活保護を受給していながら、飲酒でたびたび近隣住民とトラブルをおこしていた。
2016年12月の控訴審で、Kと岩国刑務所で服役している女性の受刑者と養子縁組の話が持ち上がっている事が明らかとなった。

## 裁判
起訴状によると2014年9月11日午後3時半ごろ、自宅アパート近くの路上で「絵のモデルになってほしい」と女児に声をかけて自宅に誘い入れ、11日中にロープで首をしめ、包丁で突き刺すなどして殺害し、16日までにバラバラに切断して遺体を複数のビニール袋に入れて自宅近くの雑木林などに投棄した。犯行の動機については「殺して女の子の体を触りたかった」「話相手になってほしい」「生きていると叫ばれて、警察に通報されると思った」とし、遺体を切断した理由は「体の中がどうなっているか興味があった」「あとでみたり触ったりしたいと思い、遺体の一部は冷蔵庫に入れた」としている。

### 第一審
2016年3月7日、裁判員裁判初公判で「わいせつ目的で誘拐した記憶はない」と起訴内容の一部を否認。女児の殺害や死体遺棄については認めた。検察側は、被告が女児を殺害後、わいせつ行為に及んで目的を果たしたとして「性的欲求を満たすための誘拐」と計画性を強調。「口封じのため躊躇なく殺害。極めて猟奇的」と非難し、死刑を求刑した。被告は最終意見陳述で「尊い命を奪ってしまい、ご遺族には申し訳ありませんでした」と謝罪した。
3月18日、神戸地裁で開かれた判決公判（佐茂剛裁判長）で、求刑通り死刑判決が言い渡された。「永山基準により、殺人被害者が1人であるときの死刑は回避される傾向にあるものの、この裁判では、犯行の残虐性や動機から死刑が許容される」とした。弁護側は判決を不服として大阪高裁に即日控訴した。

### 第二審
2016年12月の控訴審で、Kは800枚以上の写経を行い「申し訳ないという気持ちがますます深まっています。冥福を祈っています」と話したが、続く検察側の質問に対し、写経で書いていることにどのような意味があるか勉強したが忘れた、女の子の夢について一審で遺族が話していた内容についても覚えていない、と答えた。
2017年3月10日、大阪高等裁判所は神戸地裁の死刑判決を破棄し、無期懲役を言い渡した。樋口裕晃裁判長は、Kに計画性はなかったとし、「生命軽視の姿勢が強くうかがえるとは言えず、罪は軽減されるべき」と指摘。控訴審でも否認したわいせつ目的誘拐罪を認定したが「殺害はその発覚を恐れた自己保身のためで、一審は動機の身勝手さを過大に評価している」と述べた。
さらに「性的な目的で被害者１人が殺害された場合、同種前科のない被告には死刑が選択されない傾向がある」と説明し「公平の観点から死刑は許容されない」と減刑に踏み切った理由を述べた。検察側は判決を不服として最高裁に上告した。

### 最高裁
2019年7月3日、最高裁第1小法廷（山口厚裁判長）は7月1日付で、検察側の上告を棄却する決定をした。
裁判員裁判で審理された一審神戸地裁の死刑判決を破棄し、無期懲役とした二審大阪高裁判決が確定した。